# Науша
Науша (каз. Науша) — упразднённое село в Бокейординском районе Западно-Казахстанской области Казахстана. Входило в состав Уялинского сельского округа. Код КАТО — 275435300. Ликвидировано в 2013 г.

## Население
В 1999 году население села составляло 92 человека (49 мужчин и 43 женщины). По данным переписи 2009 года, в селе проживало 18 человек (7 мужчин и 11 женщин).